# Guntars Krasts
Guntars Krasts (ur. 16 października 1957 w Rydze) – łotewski polityk i ekonomista, premier Łotwy (1997–1998), deputowany do Sejmu i Parlamentu Europejskiego.

## Życiorys
Od 1976 pracował jako niewykwalifikowany robotnik. W 1982 ukończył ekonomię na Uniwersytecie Łotwy. Do 1991 był zatrudniony jako ekonomista, następnie do 1995 pracował w prywatnym biznesie.
W latach 1995–1997 pełnił obowiązki ministra gospodarki. Po rezygnacji Andrisa Šķēlego stał na czele rządu Łotwy (1997–1998), następnie przez rok był wicepremierem i ministrem spraw europejskich. W 1998 i 2002 z ramienia partii Dla Ojczyzny i Wolności/Łotewski Narodowy Ruch Niepodległości uzyskiwał mandat posła do Saeimy.
Pełnił funkcję obserwatora w Parlamencie Europejskim, od maja do lipca 2004 sprawował mandat eurodeputowanego V kadencji w ramach delegacji krajowej. W wyniku wyborów w 2004 został wybrany do Parlamentu Europejskiego VI kadencji. Był członkiem grupy Unii na rzecz Europy Narodów oraz wiceprzewodniczącym Komisji Gospodarczej i Monetarnej. W wyborach europejskich z 2009 bez powodzenia ubiegał się o reelekcję z listy Libertas.lv.